# Playa Grande (Guatemala)

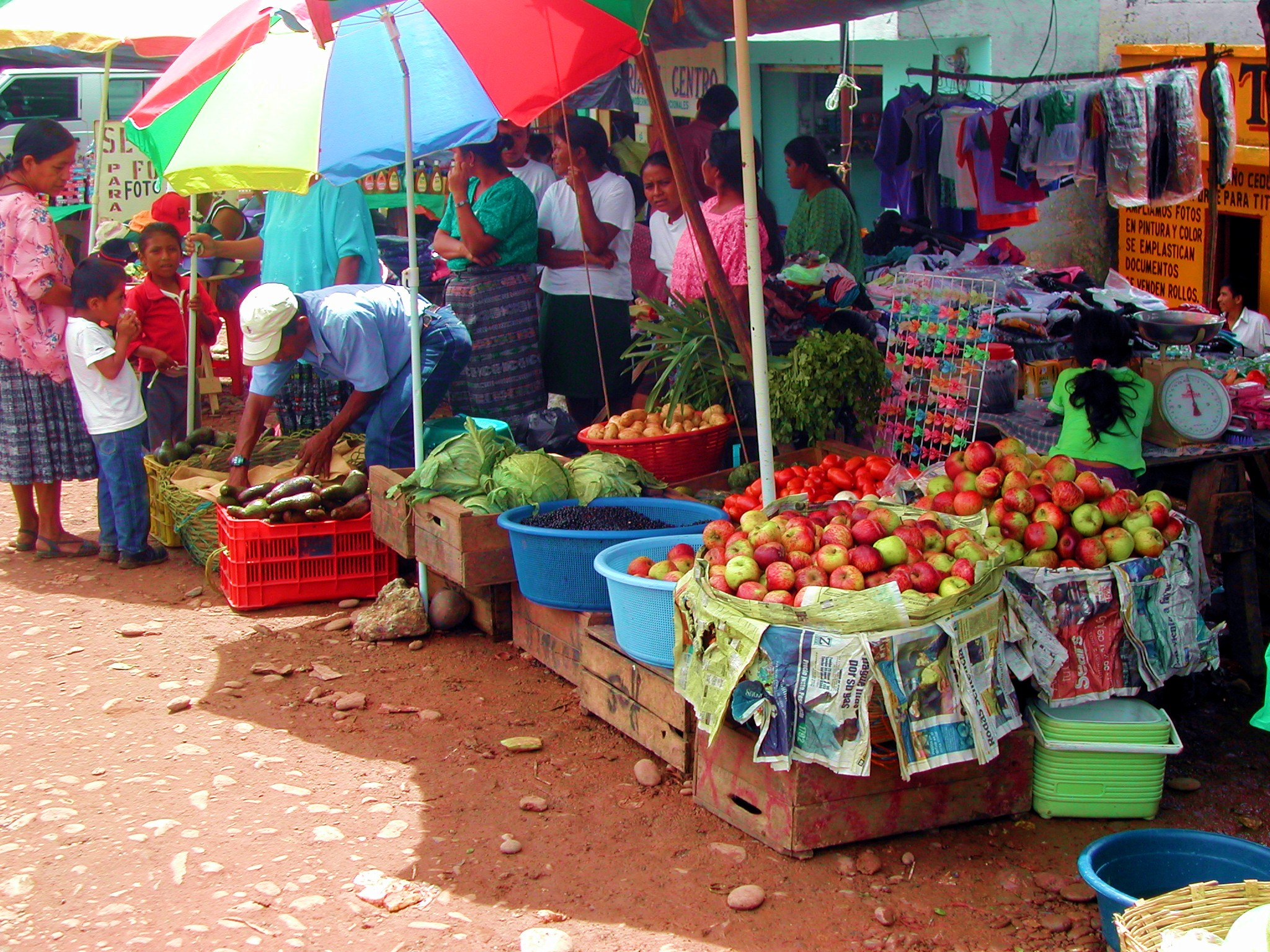
Mercado de rua na cidade

Playa Grande é uma cidade da Guatemala do departamento de El Quiché.